# René Rémond
René Rémond, född 30 september 1918 i Lons-le-Saunier, död 14 april 2007 i Paris, var en fransk historiker och statsvetare. Sedan 1998 var han ledamot av Franska akademien (stol 1). Han var president för Fondation nationale des sciences politiques, samt professor emeritus.

## Akademisk karriär
René Rémond studerade vid École normale supérieure under andra världskriget, och var aktiv i Franska motståndsrörelsen. 1952 doktorerade han med ett arbete om franska staten åren 1815–1852. Han har haft flera höga poster inom det konservativa franska utbildningsväsendet, bland annat som professor vid Institut d'études politiques de Paris, och 1978 medverkade han till att inrätta Institut d'histoire du temps présent, där han var president till 1990. Han efterträdde François Furet i Franska akademien 1998. Rémond har även utmärkt sig genom sitt engagemang för katolska studenter; den katolska kyrkan har traditionellt stark ställning vid universiteten.
René Rémond, som främst skrivit om fransk politisk-, idé- och religionshistoria, har gjort en banbrytande nytolkning av distinktionen mellan tre typer av franska högerpartier som uppstått i olika perioder av historien och enligt Rémonds mening bär på arvet av det historiska skeendet under 1800-talet. Dessa grupper uppstod i konflikt med varandra: 
- legitimism (eller kontrarevolutionärer)
- orleanism
- bonapartism

Äldre indelningar och begrepp, som  boulangism och gaullism inkluderar han i denna nya uppställning, och Rémond menar att dessa bara verkat i deras efterföljd.
Legitimism avser den högerströmning som utvecklats ur den grupp rojalister som vägrade acceptera Franska revolutionen, till exempel Action française. Strömningen har avtagit under 1900-talet, bortsett från en viss markvinning under Vichyregimen. Orleanism syftar till den slags ekonomiskt inriktade liberalism som är utbredd i samtida konservativa partier. Bonapartismen uppstod i kretsen runt huset Bonapartes anspråk på Frankrike, och representerar de auktoritära högerpartierna.
I teoretiskt avseende har han kritiserat Annales-skolan, och har själv bidragit till att förnya den franska historievetenskapen med sin statsvetenskapliga infallsvinkel i ämnet. Sedan 1970-talet räknas han till en av de mest inflytelserika forskarna i Frankrikes politiska historia. Han har sedan 1990-talet forskat på antikristendom och sekularismen i nutiden.

## Verk
- 1948  Lamennais et la démocratie  (PUF)
- 1954  La Droite en France de 1815 à nos jours  (Aubier-Montaigne)
- 1959  Histoire des États-Unis  (PUF)
- 1960  Les Catholiques, le communisme et les crises (1929-1939)  (Armand Colin)
- 1962  Les États-Unis devant l’opinion française (1815-1852), 2 band  (Armand Colin)
- 1964  Les Deux Congrès ecclésiastiques de Reims et Bourges (1896-1900)  (Sirey)
- 1964  La Vie politique en France, tome 1 : 1789-1848  (Armand Colin)
- 1965  Forces religieuses et attitudes politiques dans la France depuis 1945 (medförfattare)  (Armand Colin)
- 1966  Atlas historique de la France contemporaine (medförfattare)  (Armand Colin)
- 1967  Léon Blum, chef de gouvernement (medförfattare)  (Armand Colin)
- 1968  La droite en France, De la Première Restauration à la Ve République, 2 volumes (Aubier-Montaigne) (Collection Historique)
- 1969  La Vie politique en France, tome 2 : 1848-1879  (Armand Colin)
- 1972  Le Gouvernement de Vichy et la Révolution nationale (medförfattare)  (Armand Colin)
- 1974  Introduction à l’histoire de notre temps, 3 volumes  (Le Seuil)
- 1976  L’Anticléricalisme en France de 1815 à nos jours  (Fayard)
- 1976  Vivre notre histoire (Entretien avec Aimé Savard)  (Le Centurion)
- 1977  Édouard Daladier, chef de gouvernement  (Presses de la Fondation nationale des sciences pol)
- 1978  La France et les Français en 1938-1939  (Presses de la Fondation nationale des sciences pol)
- 1979  La Règle et le consentement. Gouverner une société  (Fayard)
- 1982  Les droites en France  (Aubier-Flammarion), appearing in 2005
- 1982  Quarante ans de cabinets ministériels (medförfattare)  (Presses de la Fondation nationale des Sciences pol)
- 1983  Le Retour de de Gaulle  (Complexe)
- 1987  Essais d’ego-histoire (samarbete)  (Gallimard)
- 1988  Pour une histoire politique (medförfattare)  (Le Seuil)
- 1988  Notre siècle (1918-1988), rééditions mises à jour, 1992 et 1995  (Fayard)
- 1991  Age et politique (samarbete)  (Economica)
- 1992  Paul Touvier et l’Église (samarbete)  (Fayard)
- 1992  Valeurs et politique  (Beauchesne)
- 1992  Histoire de la France religieuse (delförfattare)  (Le Seuil)
- 1993  La politique n’est plus ce qu’elle était  (Calmann-Lévy)
- 1995  Le Catholicisme français et la société politique  (Éd. de l’Atelier)
- 1996  Le Fichier juif (in collaboration)  (Plon)
- 1996  Les Crises du catholicisme en France dans les années trente  (Le Seuil)
- 1998  Religion et société en Europe aux XIXe et XXe siècles. Essai sur la sécularisation  (Le Seuil)
- 1998  Une laïcité pour tous  (Textuel)
- 1999  L'Anticléricalisme en France  (Fayard)
- 1999  Les Grandes Inventions du christianisme  (Bayard)
- 1999  La politique est-elle intelligible ?  (Complexe)
- 2000  Le Christianisme en accusation  (Desclée de Brouwer)
- 2000  Discours de réception à l'Académie française  (Fayard)
- 2000  Regard sur le siècle  (Presses de Sciences Po)
- 2002  Du mur de Berlin aux tours de New York : douze années pour changer de siècle (i samarbete med François Azouvi)  (Bayard)
- 2002  La République souveraine  (Fayard)
- 2002  Une mémoire française  (Desclée de Brouwer)
- 2003  Le Siècle dernier  (Fayard)
- 2005  Le nouvel anti-christianisme (Desclée De Brouwer)
- 2005  Les Droites aujourd'hui (Louis Audibert)